# 加納一朗
加納 一朗（かのう いちろう、1928年1月12日 - 2019年8月25日）は、日本の小説家、ミステリ作家、SF作家、時代小説作家。本名：山田 武彦。
祖父は言文一致の先駆者である明治の作家・山田美妙。

## 人物
東京府北豊島郡（現在の東京都豊島区）生まれ。満州国大連で育つ。二松學舍専門学校国文科卒業。教育委員会勤務、編集者を経て1960年「宝石」誌に「錆びついた機械」が掲載。『怪盗ラレロ』や『セブンの太陽』など児童文学にも多くの作品を残している。
また1963年から1964年にかけて、エイケンが製作し、東京放送（現 TBSテレビ）にて放映された連続テレビアニメ『エイトマン』（原作：平井和正）や『スーパージェッター』（原作：久松文雄）の2作品の脚本・監修を担当、特に『スーパージェッター』では主題歌（作曲：山下毅雄、歌唱：上高田少年合唱団）の作詩を手掛けたことで知られた。
1984年『ホック氏の異郷の冒険』で第37回日本推理作家協会賞（長編部門）受賞。映画史についての著作もある。同年探偵作家クラブに入会し書記局担当。1967年から1993年まで日本推理作家協会理事。1988年から2005年まで日本文芸著作権保護同盟理事長。日本文芸家協会理事。
2019年8月25日、神奈川県川崎市の病院にて誤嚥性肺炎の為に逝去。

## 著書
- 『歪んだ夜』（光風社） 1962年
- 『シャット・アウト』（東都書房、Toto mystery） 1963年
- 『白い残像』（宝石社） 1963年、のち徳間文庫
- 『冷えた気流』（青樹社） 1963年
- 『影の接点』（青樹社） 1964年
- 『背後の標的』（光風社） 1964年
- 『セブンの太陽』（金の星社、少年少女21世紀のSF） 1969年
- 『パルにまかせろ』（朝日ソノラマ、サンヤングシリーズ） 1970年
- 『とびだせ! ピンキリ』（朝日ソノラマ、サンヤングシリーズ） 1971年
- 『無性集団』（双葉社、双葉ノベルス） 1973年
- 『背信の荒野』（青樹社） 1973年、のち角川文庫
- 『野獣の標的』（日本文華社、文華新書） 1976年、のち徳間文庫
- 『天使の身代金』（秋元書房、秋元文庫） 1976年[3][4]
- 『死霊の王国』（インタナル出版部） 1977年1月、のち角川文庫
- 『北方領土殺人事件』（日本文華社） 1977年8月、のち改題『流氷殺人事件』（徳間文庫）
- 『パリ殺人事件』（徳間書店、トクマ・ノベルズ） 1981年1月
- 『殺人フィルムへの招待』（徳間書店、トクマ・ノベルズ） 1981年10月
- 『女王陛下の留置場 殺人珍道中シリーズ』（角川書店、角川文庫） 1982年7月
- 『パリの空の下死体は流れる 殺人珍道中シリーズ』（角川書店、角川文庫） 1982年9月
- 『裂けた旅路』（徳間書店、トクマ・ノベルズ） 1982年6月
- 『生殖センターの殺人』（角川書店、角川文庫） 1983年4月
- 『暗殺回路』（角川書店、角川ノベルズ） 1983年4月
- 『血の色の冬』（徳間書店、トクマ・ノベルズ） 1983年6月
- 『にごりえ殺人事件』（双葉社、双葉ノベルス） 1984年12月、のち文庫
- 『黄海大脱走』（徳間書店、トクマ・ノベルズ） 1984年4月
- 『白夜の狙撃者』（日本文華社、文華新書・小説選集） 1984年9月
- 『浅草ロック殺人事件』（栄光出版社） 1985年6月、のち講談社文庫
- 『特急“あじあ"殺人行』（双葉社、双葉ノベルス） 1986年12月、のち文庫
- 『魔性の天使』（徳間書店、トクマ・ノベルズ） 1986年3月
- 『なぞの惑星メタルーナ』（かのういちろう名義、くもん出版、くもんのユーモア文学館） 1986年7月
- 『蜘蛛たちの夜』（徳間書店、徳間文庫） 1989年2月
- 『黄金幻想殺人事件』（大陸書房、大陸ノベルス） 1989年2月
- 『“幻の炎"殺人ライン』（双葉社、双葉ノベルス） 1989年11月
- 『北アルプス白の死線』（青樹社、Big books） 1990年10月
- 『髑髏菩薩』（双葉社、双葉ノベルス） 1991年12月
- 『影の旅路』（出版芸術社） 1993年6月
- 『デスレス 奴等は死なない』（双葉社） 1996年1月
- 『あやかし同心事件帖』（ワンツーマガジン社、ワンツー時代小説文庫） 2006年3月
- 『あやかし同心死霊狩り』（ワンツーマガジン社、ワンツー時代小説文庫） 2008年1月

### 「ホック氏」シリーズ
※シャーロック・ホームズのパスティーシュ。
- 『ホック氏の異郷の冒険』（角川文庫） 1983年8月、のち天山文庫、のち双葉文庫
- 『ホック氏・紫禁城の対決』（双葉ノベルス） 1988年1月、のち文庫
- 『ホック氏・香港島の挑戦』（双葉ノベルス） 1988年12月

### 開化殺人帖シリーズ
- 『開化殺人帖 懲役人源治の復讐』（青樹社、Big books） 1987年9月
- 『帝都誘拐団 開化殺人帖シリーズ』（青樹社、Big books） 1988年5月
- 『異人の首 開化殺人帖シリーズ』（青樹社、Big books） 1989年4月
- 『死人起こし 開化殺人帖シリーズ』（青樹社、Big books） 1990年3月

### ソノラマ文庫（ジュブナイル）
SF、推理、冒険、ファンタジー、ホラー、ユーモアものなどジャンルは多岐にわたる。
- 『怪盗ラレロ』（講談社） 1968年、のちソノラマ文庫
- 『透明少年』（朝日ソノラマ） 1969年、のち文庫
- 『夕焼けの少年』（朝日ソノラマ） 1969年、のち文庫
- 『イチコロ島SOS』（朝日ソノラマ） 1969年、のち文庫
- 『ほらふき大追跡!』（朝日ソノラマ） 1970年、のち文庫
- 『ミラクル少女』（朝日ソノラマ） 1971年、のち文庫
- 『虹魚は海に消えた』（ソノラマ文庫） 1976年
- 『ふくろうが死を歌う』（ソノラマ文庫） 1977年4月
- 『ロボット大混乱』（ソノラマ文庫） 1977年11月
- 『タイムマシン殺人事件』（ソノラマ文庫） 1978年5月
- 『死体がゆっくりやってくる』（ソノラマ文庫） 1978年9月
- 『天国探偵局』（ソノラマ文庫） 1979年2月
- 『半透明人間の逆襲』（ソノラマ文庫） 1979年9月
- 『ピーマン特攻指令』（ソノラマ文庫） 1980年2月
- 『人工生命体ドンドン』（ソノラマ文庫） 1980年8月
- 『猿人対地球人』（ソノラマ文庫） 1981年1月
- 『冷凍人間アイスマン』（ソノラマ文庫） 1981年6月
- 『凸凹タイム・ライダー』（ソノラマ文庫） 1981年11月
- 『ショック! 夢見る機械』（ソノラマ文庫） 1982年11月
- 『うなぎマント作戦』（ソノラマ文庫） 1982年6月
- 『悪霊先生』（ソノラマ文庫） 1983年7月
- 『原始怪獣グララ』（ソノラマ文庫） 1984年11月
- 『コピー人間の復讐』（ソノラマ文庫） 1984年2月
- 『幽霊宅急便』（ソノラマ文庫） 1985年11月
- 『一九八五年、異次元への旅』（ソノラマ文庫） 1985年6月
- 『妖気の森の物語』（ソノラマ文庫） 1986年11月
- 『踊るエレベーターの謎』（ソノラマ文庫） 1986年5月
- 『四次元階段』（ソノラマ文庫） 1987年5月
- 『ノートルダムのけむし男』（ソノラマ文庫） 1987年11月
- 『タイム・エスケープ1945年』（ソノラマ文庫） 1988年11月
- 『『魂』セールスマン』（ソノラマ文庫） 1988年5月
- 『恐竜ランドの挑戦』（ソノラマ文庫） 1989年5月
- 『ブラック・クリスマス』（ソノラマ文庫） 1989年11月
- 『アシスタント魔女』（ソノラマ文庫） 1990年5月
- 『ゴースト刑事街を行く』（ソノラマ文庫） 1990年11月
- 『三ダースのエイリアン・エッグ 迷走宇宙トラック・シリーズ』（ソノラマ文庫） 1991年11月
- 『恐怖の大頭脳』（ソノラマ文庫） 1991年5月
- 『異次元のマンモス 迷走宇宙トラック・シリーズ』（ソノラマ文庫） 1992年5月
- 『マッド・ボンバーを追え』（ソノラマ文庫） 1992年12月

### 小説以外
- 『ぼくらのものしり百科 SF編』（朝日ソノラマ） 1972年
- 『名探偵登場 推理クイズ』（学習研究社） 1973年
- 『名探偵入門』（小学館、小学館入門百科シリーズ） 1973年
- 『SFゲーム 知的プレーを楽しむクイズの本』（日本文芸社） 1973年
- 『探偵 現代の科学捜査をさぐる』（若木書房、ものしり100シリーズ） 1974年
- 『推理 名探偵40人に挑戦』（ユニコン出版、ユニコンブックス） 1974年
- 『SF SFクイズに挑戦』（ユニコン出版、ユニコンブックス） 1975年
- 『怪奇 実話! 62の怪奇スリラー』（ユニコン出版、ユニコンブックス） 1975年
- 『推理・SF映画史』（インタナル出版社） 1975年
- 『怪奇・SF 恐怖のミステリーゾーン』（学習研究社） 1977年10月
- 『秘密の探偵術』（広済堂出版、豆たぬきの本） 1979年10月
- 『アリバイをくずせ ズバリ見破れ!! 謎の怪事件30題』（永岡書店） 1980年9月
- 『ホシを探せ トリックの盲点をつけ!』（永岡書店） 1980年9月
- 『探偵推理入門』（有紀書房、なかよし入門百科） 1981年11月
- 『SFディメンションクイズ 超心理学と想像力への挑戦』（日本文芸社） 1985年3月
- 『映画プログラム・グラフィティ 映画100年・その輝く青春』（双葉社） 1995年2月
- 『落語を生んだ江戸の笑い話・こわい話』1 - 6（学習研究社） 2005年2月
- 『映画は光と影のタイムトラベル 映画プログラムの時代』（パピルスあい） 2005年3月
- 『アジアの笑い話・こわい話』1 - 6（学習研究社） 2008年2月

## 翻訳
- 『宇宙追撃戦』（ガーンズバック、ポプラ社、SFシリーズ） 1972年